# Église mariavite
 (décembre 2009).
Si vous disposez d'ouvrages ou d'articles de référence ou si vous connaissez des sites web de qualité traitant du thème abordé ici, merci de compléter l'article en donnant les références utiles à sa vérifiabilité et en les liant à la section « Notes et références ».
 (février 2020).
L'Église mariavite est une Église issue du catholicisme, membre de la famille des Églises vieilles-catholiques (aux côtés des Églises vieilles-catholiques de l'Union d'Utrecht). Elle est née d'un schisme dans l'Église catholique de Pologne au début du XXe siècle et a reçu la succession apostolique des évêques de l’Église vieille-catholique de Hollande (Union d'Utrecht) avec laquelle elle est en pleine communion. Le siège de son évêque primat, actuellement Mgr Maria Karol Babi (pl), est situé à Płock (Pologne).   
Elle maintient des relations régulières avec les autres Églises de l'Union d'Utrecht sans en être, à ce jour, membre à part entière.  
Membre du Conseil œcuménique des Églises depuis 1969, elle regroupe aujourd'hui près de 30 000 membres répartis en quatre diocèses dont trois en Pologne et un en France.  
L’Église entretient un dialogue œcuménique régulier et renforcé avec l'Église catholique depuis 1997.  

## Description
L’Église mariavite est un des mouvements religieux qui se sont développés en Pologne ou parmi des communautés polonaises à l'étranger. L'autre exemple est l'Église catholique nationale polonaise fondée aux États-Unis. Les raisons qui ont conduit à l'établissement de ces deux Églises sont différentes. Les dirigeants de l'Église nationale polonaise se sont battus pour l’égalité de traitement des immigrants polonais dans l'Église catholique des États-Unis qui était à cette époque entre les mains des Irlandais et des Allemands. Les dirigeants du mouvement mariavite visaient à une réforme spirituelle du clergé et des communautés catholiques en Pologne, pays qui était alors divisé entre trois États.

## Histoire

### Église catholique en Pologne sous l'Empire russe
L'histoire du mouvement mariavite remonte à la deuxième moitié du XIXe siècle. En 1887, Maria Franciszka Kozłowska (pl) fonda une congrégation de clarisses, ordre qui fut appelé plus tard l'Ordre des Sœurs mariavites, mais au début ce n'était qu'une communauté religieuse catholique parmi bien d'autres.

### Révélation de Feliksa Kozłowska (1893-1903)
En 1893 Feliksa Kozłowska, en religion sœur Maria Franciszka, reçut sa première révélation. On donne la date du 2 août 1893 comme celle de la fondation du nouveau mouvement religieux du « mariavitisme », qui devait par la suite devenir une Église séparée et indépendante. Le nom de « mariavite » vient des mots latins : Mariae vitam (imitans) - ([celui qui imite] la vie de Marie). Plusieurs visions de sœur Maria Franciszka entre 1893 et 1918 furent recueillies en 1922 dans le volume intitulé Dzieło Wielkiego Miłosierdzia (L’Œuvre de la Grande Miséricorde).

### Décision du Saint-Siège (1903-1906)
Dans leur dernière lettre à l'archevêque de Varsovie, en mars 1906, les mariavites demandèrent l'annulation de toutes les décisions qui avaient été prises contre eux. Mais la réponse finale de Rome fut négative. En avril 1906, le pape Pie X rédige l'encyclique Tribus circiter (en) où il approuve la décision du Saint-Office.